# Фес
Фес або Фез (араб. فاس, фр. Fès) — найстаріше з чотирьох імперських міст Марокко, колишня столиця країни, найбільший на заході Африки центр ісламської культури й освіти. Фес — друге за розміром місто в Марокко після Касабланки. Фес охоплює три окремих частини: Фес-Ель-Балі (старе місто, огороджене муром), Фес-Дждід (нове місто) та Віль Нувель (заснована французами, найновіша частина)
Фес-Ель-Балі включено в Світову спадщину ЮНЕСКО. Його медина, більша з двох медин, що входять до Фесу, ймовірно, є найбільшою у світі міською територією без автотранспорту. Університет Ель-Каравін, заснований 859 року, є найстарішим з постійно функціонуючих університетів у світі.

## Історія

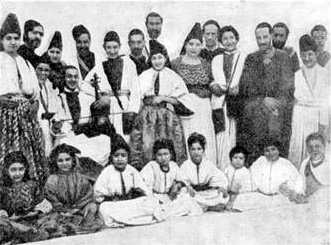
Представники стародавньої єврейської громади Феса, світлина зроблена близько 1900 року

Місто було засноване на березі річки Фес 789 року Ідрісом I, засновником династії Ідрісидів.
Арабська еміграція до Феса, включаючи 800 Андалусійських родин, вигнаних після повстання, що відбулося в Кордові в 817—818, та інших 2000 вигнаних з Кайруану (сучасний Туніс) після іншого повстання, яке відбулося в 824, надала місту яскравого арабського характеру.
«Адват Ель-Андалус» та «Адват Ель-Каравіїн», два головних райони Феса, отримали свої назви відповідно до назв двох хвиль арабської еміграції до нового міста. Під час правління Ях'я Ібн-Мухаммеда було побудовано одну з найстаріших та найбільших мечетей в Африці — Карауїн. Разом із мечеттю було засновано університет Ель-Карауїн.
Після приходу до влади Алі Ібн-Умара (Алі II), берберські племена з Мад'юни, Гаяти та Мекнеса, що представляли Хариджитів, створили спільний фронт проти Ідрісидів та, завдавши поразки війську Алі, окупували Фес. Місто було звільнене від загарбників Ях'єю Ібн Ель-Касимом, який проголосив себе наступником Алі.
Місто заселялося мусульманами з усієї північної Африки, Близького Сходу, морисками (особливо після завоювання Іспанією Гранади в 1492), а також великою кількістю євреїв, які мешкали у своєму власному кварталі під назвою Мелла. Обидві половини Феса було об'єднано в 1069 після знищення роздільної стіни. Фес втратив свій столичний статус (спочатку столицю було перенесено в Марракеш, а потім до Тлемсена) під час правління Альморавідів, але перетворився на науковий та релігійний центр, де навчалися як мусульмани, так і християни з Європи. В 1250 року Фес знову набув статусу столиці під час династії Маринідів
1549 року Фес захопив Мухаммад аш-Шейх, засновник династії Саадитів.
Після падіння Саадійської династії в 1649 році, Фес став головним торгівельним пунктом Барбарійського узбережжя північної Африки. Аж до XIX століття він був єдиним постачальником фесок, до того часу, коли вони почали вироблятися в Османській імперії та Франції. Фарба для фесок видобувалася з ягід, що росли навколо міста, відомих як османський «kızılcık» або грецька «akenia» (Cornus mascula). Фес також був кінцевим пунктом золотого торгівельного шляху «Північ-Південь» з Тімбукту та головним виробником шкіряних виробів, таких, як адарга
Місто набуло незалежності в 1790 році під керівництвом Язида (1790—1292) і, пізніше, Абу-Рабі Сулеймана, але було знову включено до складу Марокко в 1795 році. У 1819—1821 роках Фес брав участь у повстанні під проводом Ібрагіма Ібн-Язида та у повстанні 1832 року під проводом Мухаммеда Ібн-Таїба.
Фес знову став столицею Марокко до 1912 року, коли більша частина Марокко перейшла під владу Франції і Рабат було обрано столицею нової колонії. Столичний статус залишився за Рабатом навіть після набуття Марокко незалежності в 1956 році. З того часу багато корінних мешканців Феса емігрували, єврейський квартал спорожнів (в 1465 мешканці кварталу пережили різню, влаштовану арабськими заколотниками), економіка занепала.
Попри традиційний характер більшої частини міста, існує також сучасний квартал Ville Nouvelle або «Нове місто» який являє собою метушливий комерційний центр.

## Райони міста
Місто складається з трьох районів — Фес-Ель-Балі (стара медина), Фес-Ель-Дждид (друга медина) та Нова медина.
Фес-Ель-Балі (Fes el Bali) (старе місто) — одне з найбільших середньовічних міст у світі. Його ворота і стіни є зразками стародавнього мистецтва та охороняються законом. На відміну від багатьох оточених стінами міст, Старий Фес не зруйнував свій кам'яний захист. Замість цього, населення міста розселилося на південно-західних схилах по дузі, яка простяглася на північ і на південь від нового міста. Стара медина, оточена середньовічною стіною, — це одна з найбільших пішохідних зон у світі. Заснована між 789 і 808 роками н. е. Входить до списку всесвітньої спадщини ЮНЕСКО.
Це середньовічне місто, має лабіринт, що складається з майже десяти тисяч вузьких вуличок, які мають практично свій первозданний вигляд. Детальної карти медини не існує, а орієнтуватися тут пересічній людині досить складно — численні вулички і провулки медини, загальна довжина яких перевищує 70 кілометрів, являють собою справжнісінький лабіринт, а багато з них, до того ж, закінчуються глухими кутами.
Медина оточена потужними кріпосними стінами, люди потрапляють в місто через ворота, головними з яких вважаються ворота Баб-Бу-Джелуд. У межах старого міста знаходиться знаменитий Медерса Боуа Інанія — теологічний коледж, збудований у 1350 році.
Фес-Ель-Дждид (Fes el Jdid) — друга медина, яку було засновано Маринидами у 1276 році як доповнення до Фес-ель-Балі. Цей район рясніє пам'ятниками епохи Маринидів.
Новий Фес (New Fes) — закладений у 1916 році маршалом Юбером Ліотеем відповідно до принципів європейського містобудування.

## Визначні пам'ятки міста

### Університет Аль-Карауїн
Університет Аль-Карауїн (або ал-Карауїййін араб. جامعة القرويين, фр. Université Al-KaraouineІснують і інші транслітерації — Qarawiyin, Kairouyine, Kairaouine, Qairawiyin, Qaraouyine, Quaraouiyine, Quarawin, Qaraouiyn.) — заснований в 859 році вищий навчальний заклад, розташований в місті. Є одним з духовних і освітніх центрів ісламського світу, вважається «найстаршим у світі постійним вищим навчальним закладом, що діє». Зі стін університету вийшла низка вчених, філософів і богословів, що зробили значний вплив на розвиток мусульманської і світової культури.
У 859 році на кошти купецької сім'ї аль-Фіхрі, яка переселилася з Тунісу, у Фесі була заснована мечеть, що швидко перетворилася на центр духовної освіти. Завдяки заступництву марокканських султанів університет постійно розширювався, охоплюючи все нові області знання. Крім богослов'я вивчалися також граматика, риторика, логіка, медицина, математика, астрономія, хімія, історія, географія і музика.
У епоху Середньовіччя Аль-Карауїн зіграв величезну роль у розвитку культурних зв'язків християнської Європи і мусульманського Сходу.

### Квартал шкіряників Шуара
Квартал шкіряників Шуара (Quartier Tanneeurs) — міський квартал, де виробляються шкіряні вироби. Це місце особливо популярне серед туристів. Тут можна побачити весь процес виробництва шкіри за технологією, якій вже дуже багато століть і яка передається з покоління в покоління в сім'ях ремісників. Чого варті одні тільки кам'яні чани, які стоять просто неба і наповнені натуральними барвниками і дубильними рідинами, за допомогою яких обробляється шкіра. Фесська технологія вичинки шкіри використовується вже більше десяти століть, тут застосовуються тільки натуральні речовини, без сучасних кислотних і лужних розчинів. Ремісники трамбують шкіру в чанах, стаючи на неї ногами, а потім укладають штабелями, промивають, пресують і просушують під сонячними променями. Після цього шкіра готова до виготовлення знаменитих марокканських бабуш — найкращого марокканського взуття.
Навколо фарбувалень розташовані магазини зі шкіряними виробами, з терас яких можна спостерігати за роботою майстрів шкіряних справ. Майстри вже давно звикли до постійної уваги з боку туристів і абсолютно не реагують на фотоапарати. За вхід на терасу з вас можуть зажадати 10 DH, але якщо ви щось купите в магазині, можна обійтися і без оплати.
Аромати при виробленні шкіри, м'яко кажучи, специфічні і вимагають певного звикання. Звичайним туристам рекомендують нюхати м'яту, щоб хоч трохи пом'якшити сильний запах, який вдаряє в ніс.

### Медресе Боу Інанія
Медресе Боу Інанія (Bou Inania Madrasa) — мусульманська релігійна школа, заснована у 1350—1355 роках.
Це єдине медресе у місті, в якому є власний мінарет. Боу Інанія виконувала не тільки роль школи, а й роль мечеті по п'ятницях. Особливістю медресе було те, що поруч були відкриті лавки, прибутки від яких дозволяли утримувати саму школу.
Медресе Боу Інанія знаходиться в тій частині старого міста, яка сусідить з новими кварталами. Всередині є дворики, приміщення для молитов, приміщення для навчання, увійти в які можна з центрального двору.
Весь комплекс багато прикрашений різьбленим деревом, мозаїкою, обробленою каменем. На фасаді знаходиться складна старовинна система водяного годинника, унікальний екземпляр, що зберігся до наших днів.
Лише деякі релігійні школи відкриті для відвідування немусульман, і Боу Інанія — одна з них.

### Ворота Баб-Бу-Джелуд
Ворота Баб-Бу-Джелуд (Bab Bou Jeloud) — побудовані на початку 20 століття в мавританському стилі. Це вражаюча споруда, що складається з трьох напівкруглих арок. Основний колір Баб-Бу-Джелуд — традиційний для Феса біло-блакитний, ворота прикрашені ефектним орнаментом з рослинним візерунком.
Головні ворота Феса з моменту будівництва несли на собі переважно декоративну функцію, а не оборонну, і є «найновішими» у порівнянні з іншими міськими воротами, які відносяться до 18 століття.

### Усипальниця Мулай-Ідріса
Усипальниця засновника міста вважається одним з найбільш священних місць мусульманського Марокко. Сюди прагнуть потрапити паломники з усієї країни. Вузькі звивисті вулички медини, шум і метушня східного базару з'єднуються в Фес-ель-Балі, в незвичну для європейця картину. Заблукати тут можна в кілька хвилин — понад 9,5 тисячі вуличок і провулків не мають назв.
Найстаріша медина Марокко ділиться лише на райони — ткачів, шевців, гончарів, килимарів. Ці вулички, мабуть, найвужчі в світі. Йдучи за деякими, торкаєшся стін обома плечима.

## Цікаві факти
Багата історія Феса, стародавньої столиці Марокко, наділила його відразу двома «старими містами» — Мединами. Королівський палац, єврейський цвинтар та сади Бужелуд — це Фес-ель-Дждід. Найзаплутаніша у світі медина — це Фес-ель-Балі, де 14 воріт, 6000 вулиць, 200 мечетей і 180 хаммамів.
Фес — не тільки найстаріше з чотирьох імперських міст і четверте за величиною місто Марокко, це ще й пам'ятник одразу трьом епохам, які відбилися в першу чергу в архітектурному вигляді старовинного міста.
На всій величезній території фесської медини заборонено пересуватися на засобах, які мають двигун.
До речі, місцеві жителі зовсім впевнені, що головний убір, який ми звикли називати фескою, придумали не де-небудь в Єгипті або Османській імперії, а в Фесі. І саме на честь їхнього рідного міста він і отримав свою назву.

## Український слід
Відомий український мандрівник Ярослав Окуневський писав про Фес під час своїх відвідин Марокко наприкінці XIX ст.: 
|  | «Каліф марокканський закопався валом у своїй столиці Фезі. Караоїн (університет Аль-Караїн) у Фезі вважається одиноким правдивим осідком і заборолом арабської віри і культури. Тут, у сій глуші, цвіте арабство. Але те народництво, той безоглядний консерватизм стає головною причиною, з якої культура магометанська пропадає у стрічі з європейською культурою. Правдиве, стародавнє арабство утікає з міст на села, з рівнин у гори перед Європою, котра єго переслідує» |

## Уродженці
- Алі I ібн Мухаммад (827—848) — 4-й імам і емір держави Ідрісидів у Магрибі в 836—848 роках
- Турія Шауї (1936—1956) — перша арабська жінка-пілот.
- Мухаммад Бенніс (нар. 1948) — марокканський письменник, перекладач, літературний критик.

## Міста-побратими
- Монпельє, Франція, з 1961.
- Страсбург, Франція, з 1961.
- Флоренція, Італія, з 1961.
- Кайруан, Туніс, з 1965.
- Сент-Луїс, Сенегал, з 1979.
- Аль-Кудз, з 1982.
- Коїмбра.
- Bobo Dioulasso, Буркіна Фасо, з 2003.
- Лахор, Пакистан.
- Сувон, Південна Корея, з 2003.
- Ізмір, Туреччина, з 1995.
- Пуебла, Мексика.